# Van Blanckendaell Park
Het Van Blanckendaell Park, gelegen in Tuitjenhorn, Noord-Holland is een klein dierenpark met meer dan honderd diersoorten. In het Van Blanckendaell Park zijn naast dieren ook een grote speeltuin en parktreintje, een Hollands boerenmuseum en een restaurant.

## Geschiedenis
Het Van Blanckendaell Park is voormalig boerenlandschap en het park begon als een dierentuintje met schapen, bennettwallaby's en lama's. Uiteindelijk werd de collectie verder uitgebreid met diverse exotische dieren en tevens Hollandse boerderijdieren. 

## Beschrijving
Het Van Blanckendaell Park bestaat uit twee delen, de één gelegen achter een fabriekshal, de ander grenzend aan het dorp. De twee delen zijn elkaar verbonden door een brug. In het park bevinden zich verschillende volières voor vogels, enkele kooien voor primaten (berberaap, ringstaartmaki, resusaap, zwart-witte vari, bruine kapucijnaap, pinchéaap) en kleine roofdieren (stokstaartje, dwergotter) en diverse perken voor hoefdieren, als damhert, lama's, sikahert, grote zebra en dwergezels. Er is ook een groot verblijf voor de nandoe, kamelen en watusirunderen. Een aantal roofvogelsoorten, waaronder de Amerikaanse zeearend en de woestijnbuizerd, wordt gehouden in volières grenzend aan de fabriekshal. Pelikanen en flamingo's bewonen enkele vijvers in het Van Blanckendaell Park. In een grote volière wordt een groot aantal watervogels gehouden, zoals kraanvogels, eenden, ibissen en ooievaars. Verder worden verschillende tropische vogelsoorten gehouden, waaronder toerako's, neushoornvogels, uilen, fazanten en papegaaien. De hoefdieren die gehouden worden in het Van Blanckendaell Park zijn onder meer algazels, herten (sikahert, rendier, damhert), zebra's, kamelen en lama's. Huisdieren die gehouden worden zijn ezels, geiten, schapen (rackaschaap en manenschaap) en falabella's. Verder is er in 2018 een savanne geopend bestaand uit drie verblijven, een met giraffe, zebra en struisvogel, een met manenschaap en in het derde savanneverblijf bevindt zich sinds mei 2019 een groep van 15 mantelbavianen. Ook zijn er sinds 2021 servals te zien.